# Substantia nigra

Section transversale du mésencéphale au niveau du colliculus supérieur, laissant apercevoir la substantia nigra.

La substantia nigra (substance noire, dite aussi locus niger) est un noyau du système nerveux situé au niveau du mésencéphale et du diencéphale sus-jacent, à la base des crus cerebri et ventralement par rapport au tegmentum. Son nom provient de la couleur des cellules qui composent ce noyau en raison de la présence de neuromélanine.
La substantia nigra se subdivise en deux parties principales, la pars compacta d'une part et la pars reticulata d'autre part.

## Fonction
La substantia nigra pars compacta est composée de neurones dopaminergiques. Ces neurones afférent d'autres structures du cerveau : le noyau caudé et le putamen, qui font partie d'un ensemble nommé le striatum. Ceci permet une libération de dopamine sur ces structures. La substantia nigra pars reticulata est composée de neurones GABAergiques. Ces neurones afférent notamment le globus pallidus, le thalamus, le colliculus supérieur, et le noyau pédonculo-pontin. La substantia nigra participe ainsi au contrôle de la motricité. 

## Pathologie
Dans la maladie de Parkinson, il existe une atteinte préférentielle de la pars compacta et des cellules dopaminergiques qui la composent, aboutissant à un défaut de libération de dopamine au niveau du putamen et du noyau caudé.
Le MPTP est une neurotoxine ciblant les neurones de la substance noire, pouvant accidentellement être produite lors de la synthèse du MPPP (un opioïde aux effets proches de l’héroïne). Il a été mis en cause pour avoir provoqué en 1982 certains cas de syndromes parkinsoniens précoces chez de jeunes adultes. 